# Pipit de Nicholson
Anthus nicholsoni
Espèce
Le Pipit de Nicholson (Anthus nicholsoni) est une espèce de passereaux de la famille des Motacillidae. 

## Répartition
Cet oiseau est présent en Afrique subsaharienne.

## Liste des sous-espèces
Selon GBIF (9 juin 2023) :
- Anthus nicholsoni palliditinctus Clancey, 1956 — Kaokoveld
- Anthus nicholsoni leucocraspedon Reichenow, 1915 — Namibie et sud-ouest de l'Afrique du Sud
- Anthus nicholsoni nicholsoni Sharpe, 1884 — sud-est du Botswana et nord-est de l'Afrique du Sud
- Anthus nicholsoni petricolus Clancey, 1956 — Lesotho, Eswatini et est de l'Afrique du Sud
- Anthus nicholsoni primarius Clancey, 1990 — sud de l'Afrique du Sud

## Systématique
Le nom valide complet (avec auteur) de ce taxon est Anthus nicholsoni Sharpe, 1884.